# Nazionale di ginnastica artistica femminile dell'Unione Sovietica
La nazionale di ginnastica artistica femminile dell'Unione Sovietica era la squadra, composta da sei ginnaste titolari ed una riserva, che rappresentava l'Unione Sovietica negli incontri internazionali di ginnastica artistica.
Fino alla disgregazione dell'Unione Sovietica nel 1991, queste ginnaste erano la squadra dominante in tutte le competizioni ufficiali: tra il 1952 e il 1991, le squadre sovietiche hanno vinto tutte le competizioni a squadre dei Campionati del Mondo e dei Giochi olimpici, come pure numerose finali di specialità; le uniche eccezioni sono state ai Giochi di Los Angeles 1984 (vinti dalla Romania), a cui l'URSS non gareggiò a causa del boicottaggio del blocco orientale, ed i mondiali di Dortmund 1966 (vinti dalla Cecoslovacchia) e Fort Worth 1979 e Rotterdam 1987 vinti dalla Romania.
Nel 1991 i paesi sovietici divennero totalmente indipendenti, così le ginnaste gareggiarono ai Giochi olimpici di Barcellona per la cosiddetta Squadra Unificata, conosciuta anche come «ex Unione Sovietica», composta dalla bielorussa S'vjatlana Bahinskaja, dalle uzbeke Rozalia Galiyeva e Oksana Chusovitina, dalle russe Elena Grudneva e Tatiana Lisenko e dall'ucraina Tatiana Gutsu. Successivamente, ogni paese ha gareggiato indipendentemente nelle competizioni internazionali.

## Palmarès
| Anno   | Giochi olimpici | Giochi olimpici | Giochi olimpici | Giochi olimpici | Mondiali | Mondiali | Mondiali | Mondiali | Europei | Europei | Europei | Europei |
| ------ | --------------- | --------------- | --------------- | --------------- | -------- | -------- | -------- | -------- | ------- | ------- | ------- | ------- |
| Anno   | Oro             | Argento         | Bronzo          | Totale          | Oro      | Argento  | Bronzo   | Totale   | Oro     | Argento | Bronzo  | Totale  |
| 1952   | 4               | 5               | 1               | 10              | ·        | ·        | ·        | ·        |         |         |         |         |
| 1954   | ·               | ·               | ·               | ·               | 4        | 1        | 1        | 6        |         |         |         |         |
| 1956   | 4               | 3               | 2               | 9               | ·        | ·        | ·        | ·        |         |         |         |         |
| 1957   | ·               | ·               | ·               | ·               | ·        | ·        | ·        | ·        | 5       | 1       | 1       | 7       |
| 1958   | ·               | ·               | ·               | ·               | 5        | 5        | 2        | 12       | ·       | ·       | ·       | ·       |
| 1959   | ·               | ·               | ·               | ·               | ·        | ·        | ·        | ·        | 2       | 1       | 0       | 3       |
| 1960   | 5               | 5               | 5               | 15              | ·        | ·        | ·        | ·        | ·       | ·       | ·       | ·       |
| 1961   | ·               | ·               | ·               | ·               | ·        | ·        | ·        | ·        | 4       | 4       | 0       | 8       |
| 1962   | ·               | ·               | ·               | ·               | 4        | 3        | 3        | 10       | ·       | ·       | ·       | ·       |
| 1964   | 3               | 4               | 3               | 10              | ·        | ·        | ·        | ·        | ·       | ·       | ·       | ·       |
| 1965   | ·               | ·               | ·               | ·               | ·        | ·        | ·        | ·        | 0       | 4       | 2       | 6       |
| 1966   | ·               | ·               | ·               | ·               | 3        | 2        | 3        | 8        | ·       | ·       | ·       | ·       |
| 1967   | ·               | ·               | ·               | ·               | ·        | ·        | ·        | ·        | 0       | 2       | 2       | 4       |
| 1968   | 3               | 2               | 5               | 10              | ·        | ·        | ·        | ·        | ·       | ·       | ·       | ·       |
| 1969   | ·               | ·               | ·               | ·               | ·        | ·        | ·        | ·        | 1       | 3       | 4       | 8       |
| 1970   | ·               | ·               | ·               | ·               | 3        | 2        | 6        | 11       | ·       | ·       | ·       | ·       |
| 1971   | ·               | ·               | ·               | ·               | ·        | ·        | ·        | ·        | 6       | 4       | 0       | 10      |
| 1972   | 4               | 3               | 3               | 10              | ·        | ·        | ·        | ·        | ·       | ·       | ·       | ·       |
| 1973   | ·               | ·               | ·               | ·               | ·        | ·        | ·        | ·        | 5       | 1       | 0       | 6       |
| 1974   | ·               | ·               | ·               | ·               | 5        | 5        | 4        | 14       | ·       | ·       | ·       | ·       |
| 1975   | ·               | ·               | ·               | ·               | ·        | ·        | ·        | ·        | 1       | 2       | 3       | 6       |
| 1976   | 3               | 4               | 1               | 8               | ·        | ·        | ·        | ·        | ·       | ·       | ·       | ·       |
| 1977   | ·               | ·               | ·               | ·               | ·        | ·        | ·        | ·        | 5       | 2       | 4       | 11      |
| 1978   | ·               | ·               | ·               | ·               | 5        | 3        | 1        | 9        | ·       | ·       | ·       | ·       |
| 1979   | ·               | ·               | ·               | ·               | 1        | 4        | 1        | 6        | 2       | 2       | 2       | 6       |
| 1980   | 4               | 1               | 2               | 7               | ·        | ·        | ·        | ·        | ·       | ·       | ·       | ·       |
| 1981   | ·               | ·               | ·               | ·               | 3        | 3        | 2        | 8        | 0       | 3       | 1       | 4       |
| 1983   | ·               | ·               | ·               | ·               | 3        | 2        | 0        | 5        | 3       | 0       | 1       | 4       |
| 1985   | ·               | ·               | ·               | ·               | 5        | 1        | 1        | 7        | 5       | 1       | 3       | 9       |
| 1987   | ·               | ·               | ·               | ·               | 2        | 3        | 1        | 6        | 1       | 1       | 2       | 4       |
| 1988   | 3               | 2               | 2               | 7               | ·        | ·        | ·        | ·        | ·       | ·       | ·       | ·       |
| 1989   | ·               | ·               | ·               | ·               | 4        | 2        | 2        | 8        | 4       | 1       | 1       | 6       |
| 1990   | ·               | ·               | ·               | ·               | ·        | ·        | ·        | ·        | 5       | 4       | 0       | 9       |
| 1991   | ·               | ·               | ·               | ·               | 3        | 4        | 0        | 7        | ·       | ·       | ·       | ·       |
|        |                 |                 |                 |                 |          |          |          |          |         |         |         |         |
| Totale | 33              | 29              | 24              | 86              | 50       | 40       | 27       | 117      | 50      | 36      | 25      | 111     |

## Medagliere per attrezzo
|                 | Corpo libero | Corpo libero | Corpo libero | Corpo libero |     | Parallele asimmetriche | Parallele asimmetriche | Parallele asimmetriche | Parallele asimmetriche |     | Trave   | Trave  | Trave  | Trave |     | Volteggio | Volteggio | Volteggio | Volteggio |
| --------------- | ------------ | ------------ | ------------ | ------------ | --- | ---------------------- | ---------------------- | ---------------------- | ---------------------- | --- | ------- | ------ | ------ | ----- | --- | --------- | --------- | --------- | --------- |
| Oro             | Argento      | Bronzo       | Totale       |              | Oro | Argento                | Bronzo                 | Totale                 |                        | Oro | Argento | Bronzo | Totale |       | Oro | Argento   | Bronzo    | Totale    |           |
| Giochi olimpici | 7            | 6            | 4            | 17           |     | 3                      | 7                      | 4                      | 14                     |     | 2       | 5      | 6      | 13    |     | 6         | 5         | 4         | 15        |
| Mondiali        | 12           | 8            | 5            | 25           |     | 5                      | 7                      | 4                      | 16                     |     | 2       | 6      | 5      | 13    |     | 7         | 8         | 5         | 20        |
| Europei         | 13           | 10           | 4            | 27           |     | 10                     | 6                      | 3                      | 19                     |     | 9       | 9      | 5      | 23    |     | 9         | 2         | 5         | 16        |
| Totale          | 32           | 24           | 13           | 69           |     | 18                     | 20                     | 11                     | 49                     |     | 13      | 20     | 16     | 49    |     | 22        | 15        | 14        | 51        |